# Limnonectes magnus
Limnonectes magnus és una espècie de granota que viu a Indonèsia i les Filipines.
Està amenaçada d'extinció per la pèrdua del seu hàbitat natural.